# Emirat
Emirat je politička teritorija kojom vlada dinastija islamski monarha s titulom emira. Izraz emirat je jednak izrazu kneževina.

## Etimologija
Etimološki emirat ili amirat (arap. إمارة‎ imārah, mn. arap. إمارات imārāt) je dostojanstvo, kancelarija ili teritorija nad kojom je nadležan emir (princ, guverner, komandant itd.).

## Povijesni emirati
- Emirat Córdoba
- Tbiliski emirat
- Granadski emirat
- Kretski Emirat
- Bahreinski emirat (1971. – 2002.)

## Današnji emirati
- Katar
- Kuvajt
- Bahrein
- Ujedinjeni Arapski Emirati
  - Abu Dhabi
  - Ajman
  - Dubai
  - Fujairah
  - Ras al-Khaimah
  - Sharjah
  - Umm al-Quwain

## Nepriznati emirati
- Islamski emirat Waziristan (Pakistan), proglašen 2006.
- Kavkaski Emirat (Ruska Federacija), proglašen 2007.